# منطقه حفاظت‌شده سهند
منطقهٔ حفاظت‌شدهٔ سهند یک منطقهٔ حفاظت‌شده با مساحت ۶۶۳۳۰ هکتار است که در استان آذربایجان شرقی در ایران قرار دارد. این منطقهٔ حفاظت‌شده طبق مصوبهٔ شمارهٔ ۷۵۳ در تاریخ ۹۷/۰۹/۱۵ در فهرست مناطق تحت حفاظت سازمان محیط زیست ایران قرار گرفت.